# Alfred North Whitehead
Alfred North Whitehead   (Ramsgate, 15 de febrer de 1861 - Cambridge, 30 de desembre de 1947) va ser un matemàtic i filòsof anglès. Va publicar treballs sobre àlgebra, lògica, fonaments de les matemàtiques, filosofia de la ciència, física, metafísica, epistemologia i educació. El treball més conegut, del qual és coautor amb Bertrand Russell, és Principia Mathematica. També és conegut per la seva frase, fent referència a Plató: Tota la Filosofia occidental són notes a peu de pàgina dels llibres de Plató.

## Vida i Obra
Whitehead, fill d'un pastor anglicà, va ser educat pels seus pares fins als catorze anys. A aquesta edat va començar la seva escolarització a la Sherborne Independent School (Dorset) en la qual era professor el seu germà més gran. El 1880 va ingressar amb una beca al Trinity College (Cambridge) per estudiar matemàtiques. Es va graduar el 1885, havent estudiat pel seu compte altres temes, com la filosofia, la literatura o la religió. El mateix any va ser nomenat fellow del Trinity College i es va incorporar al seu departament de matemàtiques.
El 1890 es va casar amb Evelyn Wide i el 1898 va publicar el seu primer llibre, el primer volum de A Treatise on universal algebra, tot i que el segon volum no va arribar a ser acabat mai. En aquesta època, Whitehead havia tingut com estudiant el jove Bertrand Russell qui el 1903 havia publicat la seva primera obra sobre els principis de las matemàtiques i també estava treballant en un segon volum sobre el tema. Es van posar d'acord en fer un llibre conjuntament: d'aquesta iniciativa van sorgir els tres volums dels Principia Mathematica publicats successivament els anys 1910, 1912 i 1913.
El 1910 es va traslladar a Londres on, després d'un any, va començar a donar diverses classes al University College de Londres. El 1914 va ser nomenat professor titular del Imperial College London, en el qual, a part de la docència, va desenvolupar diferents càrrecs administratius, que el van ajudar en les seves reflexions sobre l'ensenyament en les modernes societats industrials.
El 1924, amb 63 anys, va rebre una invitació de la Universitat Harvard per fer-se càrrec d'una càtedra de filosofia. Va passar els següents tretze anys de la seva vida a Harvard, fins al 1937 en que es va retirar. En morir el 1947, i d'acord amb els seus desitjos, va ser incinerat, no es va celebrar funeral i tots els seus manuscrits i correspondència van ser destruïts. Les seves cendres reposen a la capella del Trinity College de Cambridge (Anglaterra).
Com diu la placa commemorativa que hi ha a la capella del Trinity College, Es podria dir que va viure tres vides en dos països; la primera dedicada a les matemàtiques, la segona a la física i la tercera a la metafísica. La seva evolució cap a la metafísica podria ser explicada per un fet important a la seva vida personal: la mort d'un fill seu a la Primera Guerra Mundial.
Va ser durant l'època de Cambridge (1890-1910) en que es va dedicar intensivament a la recerca en matemàtiques, assumint que la lògica era a la seva base. En aquest punt coincidia amb Bertrand Russell, amb qui va escriure conjuntament els Principia Mathematica. A part de les seves obres ja citades en la biografia, també va publicar The Axioms of Projective Geometry (1906), The Axioms of Descriptive Geometry (1907) i An Introduction to Mathematics (1911), a més d'alguns articles de contingut més específic.
En finalitzar la publicació dels Principia (1913), Russell i Whitehead, tot i mantenir una relació cordial, van anar separant les seves carreres acadèmiques: les activitats antibèl·liques de Russell i la mort del fill de Whitehead a la guerra, potser en van ser un factor.

## Influència
Isabelle Stengers va escriure que «els whiteheadians són reclutats tant entre filòsofs com entre teòlegs, i la paleta s'ha enriquit amb professionals dels més diversos horitzons, des de l'ecologia fins al feminisme, pràctiques que uneixen la lluita política i l'espiritualitat amb les ciències de l'educació». En les últimes dècades, l'atenció a l'obra de Whitehead s'ha estès més, amb l'interès que s'estén als intel·lectuals d'Europa i la Xina, i procedents d'àmbits tan diversos com l'ecologia, la física, la biologia, l'educació, l'economia i la psicologia. Un dels primers teòlegs a intentar interactuar amb el pensament de Whitehead va ser el futur arquebisbe de Canterbury, William Temple. A les Gifford Lectures de Temple de 1932-1934 (publicades posteriorment com a Nature, Man and God), Whitehead és un dels nombrosos filòsofs de l'enfocament de l'evolució emergent amb el qual interactua Temple. No obstant això, no va ser fins als anys setanta i vuitanta que el pensament de Whitehead va cridar molt l'atenció fora d'un grup reduït de filòsofs i teòlegs, principalment nord-americans, i encara avui no se'l considera especialment influent fora dels cercles relativament especialitzats.
Els primers seguidors de Whitehead es van trobar principalment a la Universitat de Chicago Divinity School, on Henry Nelson Wieman va iniciar un interès per l'obra de Whitehead que duraria uns trenta anys. Professors com Wieman, Charles Hartshorne, Bernard Loomer, Bernard Meland i Daniel Day Williams van convertir la filosofia de Whitehead en el fil intel·lectual més important que travessa l'escola de la divinitat. Van ensenyar a generacions d'estudiosos de Whitehead, el més notable dels quals és John B. Cobb.
Tot i que l'interès per Whitehead s'ha esvaït des de llavors a l'escola de divinitats de Chicago, Cobb va agafar efectivament la torxa i la va plantar fermament a Claremont, Califòrnia, on va començar a ensenyar a la Claremont School of Theology el 1958 i va fundar el Centre. per a Estudis de Processos amb David Ray Griffin el 1973. En gran part a causa de la influència de Cobb, avui Claremont segueix fortament identificat amb el pensament del procés de Whitehead.
Però tot i que Claremont continua sent el centre més concentrat de l'activitat de Whitehead, el lloc on el pensament de Whitehead actualment sembla que està creixent més ràpidament és a la Xina. Per afrontar els reptes de la modernització i la industrialització, la Xina ha començat a combinar les tradicions del taoisme, el budisme i el confucianisme amb la filosofia constructiva postmoderna de Whitehead per crear una civilització ecològica. Fins ara, el govern xinès ha encoratjat la construcció de vint-i-tres centres universitaris per a l'estudi de la filosofia de Whitehead, i els llibres dels filòsofs de processos John Cobb i David Ray Griffin s'estan convertint en lectura obligatòria per als estudiants de postgrau xinesos. Cobb ha atribuït l'interès de la Xina per la filosofia del procés en part a l'èmfasi de Whitehead sobre la interdependència mútua de la humanitat i la natura, així com el seu èmfasi en un sistema educatiu que inclogui l'ensenyament de valors en lloc de fets senzills.
En general, però, la influència de Whitehead és molt difícil de caracteritzar. Als països de parla anglesa, les seves obres principals estan poc estudiades fora de Claremont i un nombre selecte de programes de teologia i filosofia de grau liberal. Fora d'aquests cercles, la seva influència és relativament petita i difusa i ha tendit a provenir principalment del treball dels seus estudiants i admiradors més que del mateix Whitehead. Per exemple, Whitehead va ser professor i amic i col·laborador de molt temps de Bertrand Russell, i també va ensenyar i supervisar la dissertació de Willard van Orman Quine, tots dos figures importants de la filosofia analítica, la soca dominant de la filosofia. als països de parla anglesa del segle xx. Whitehead també ha tingut admiradors d'alt perfil en la tradició continental, com el filòsof postestructuralista francès Gilles Deleuze, que una vegada va comentar secament sobre Whitehead que «es presenta provisionalment com l'últim gran filòsof angloamericà abans que els deixebles de Wittgenstein escampessin la seva boira, confusió, suficiència i terror». El sociòleg i antropòleg francès Bruno Latour va arribar fins i tot a anomenar Whitehead el filòsof més gran del segle XX.
Les opinions de Deleuze i Latour, però, són minoritàries, ja que Whitehead no ha estat reconegut com a particularment influent dins de les escoles filosòfiques més dominants. És impossible dir exactament per què la influència de Whitehead no ha estat més estesa, però pot ser en part que les seves idees metafísiques semblen una mica contraintuïtives (com la seva afirmació que la matèria és una abstracció), o la seva inclusió d'elements teistes en la seva filosofia, o la percepció de la metafísica mateixa com a passat, o simplement la gran dificultat i densitat de la seva prosa.

### Filosofia i teologia del procés

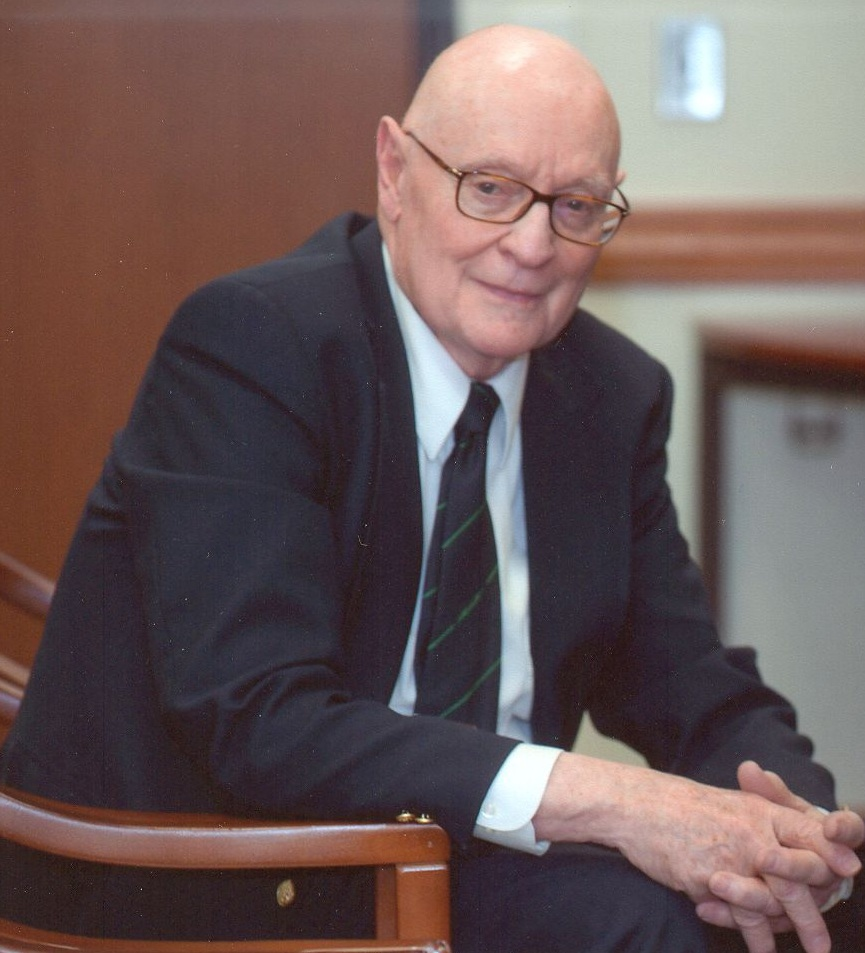
El filòsof Nicholas Rescher. Rescher va ser un defensor tant de la filosofia del procés de Whitehead com del pragmatisme estatunidenc.

Històricament, el treball de Whitehead ha estat més influent en el camp de la teologia progressista estatunidenca. El primer defensor més important del pensament de Whitehead en un context teològic va ser Charles Hartshorne, que va passar un semestre a Harvard com a assistent docent de Whitehead el 1925, i se li atribueix àmpliament el desenvolupament de la filosofia del procés de Whitehead en una teologia del procés en tota regla. Altres teòlegs de processos notables són John B. Cobb, David Ray Griffin, Marjorie Hewitt Suchocki, C. Robert Mesle, Roland Faber i Catherine Keller.
La teologia dels processos generalment subratlla la naturalesa relacional de Déu. En lloc de veure Déu com a impassible o sense emocions, els teòlegs del procés veuen Déu com el company de patiment que entén i com l'ésser que es veu supremament afectat pels esdeveniments temporals. Hartshorne assenyala que la gent no elogiaria un governant humà que no es veiés afectat ni per les alegries ni per les tristeses dels seus seguidors, així que per què seria una qualitat lloable en Déu? En canvi, com l'ésser més afectat pel món, Déu és l'ésser que pot respondre més adequadament al món. Tanmateix, la teologia del procés s'ha formulat de moltes maneres. C. Robert Mesle, per exemple, defensa un  naturalisme de procés, és a dir, una teologia de processos sense Déu.
De fet, la teologia del procés és difícil de definir perquè els teòlegs del procés són tan diversos i transdisciplinaris en els seus punts de vista i interessos. John B. Cobb és un teòleg de processos que també ha escrit llibres sobre biologia i economia. Roland Faber i Catherine Keller integren Whitehead amb la teoria postestructuralista, postcolonialista i feminista. Charles Birch va ser alhora teòleg i genetista. Franklin I. Gamwell escriu sobre teologia i teoria política. A Syntheism - Creating God in The Internet Age, els futuròlegs Alexander Bard i Jan Söderqvist atribueixen repetidament a Whitehead la teologia del procés que veuen sorgir de la cultura participativa que s'espera que domine l'era digital.
La filosofia del procés és encara més difícil d'esbrinar que la teologia del procés. A la pràctica, els dos camps no es poden separar perfectament. La sèrie de 32 volums de la Universitat Estatal de Nova York sobre pensament postmodern constructiu editada pel filòsof i teòleg de processos David Ray Griffin mostra la gamma d'àrees en què treballen diferents filòsofs de processos, com ara la física, l'ecologia, la medicina, les polítiques públiques, la noviolència, la política i la psicologia.
Una escola filosòfica que històricament ha tingut una estreta relació amb la filosofia del procés és el pragmatisme estatunidenc. El mateix Whitehead considerava molt bé William James i John Dewey, i va reconèixer el seu deute amb ells en el prefaci de Process and Reality. Charles Hartshorne (juntament amb Paul Weiss) va editar els articles recopilats de Charles Sanders Peirce, un dels fundadors del pragmatisme. El conegut neopragmàtic Richard Rorty va ser al seu torn un estudiant de Hartshorne.

### Ciència

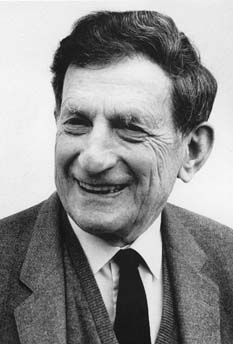
El físic teòric David Bohm. Bohm és un exemple de científic influenciat per la filosofia de Whitehead.

Entre els científics de principis del segle XX per als quals el treball de Whitehead ha tingut influència hi ha el químic físic Ilià Prigogin, el biòleg Conrad Hal Waddington i els genetistes Charles Birch i Sewall Wright. Henry Murray va dedicar les seves Exploracions de la personalitat a Whitehead, un contemporani a Harvard.
En física, la teoria de la gravitació de Whitehead va articular una visió que potser es podria considerar dual a la relativitat general d’Albert Einstein. Ha estat durament criticat. Yutaka Tanaka va suggerir que la constant gravitatòria no està d'acord amb les troballes experimentals i va proposar que el treball d'Einstein no refuta realment la formulació de Whitehead. La visió de Whitehead ha quedat obsoleta, amb el descobriment de les ones gravitacionals, fenòmens observats localment que violen en gran manera el tipus de planitud local de l'espai que suposa Whitehead. En conseqüència, la cosmologia de Whitehead ha de ser considerada com una aproximació local, i la seva suposició d'una geometria espaciotemporal uniforme, Minkowskiana en particular, com una aproximació sovint localment adequada. Una substitució exacta de la cosmologia de Whitehead hauria d'admetre una geometria riemanniana. A més, encara que el mateix Whitehead només va donar una consideració secundària a la teoria quàntica, la seva metafísica dels processos ha demostrat ser atractiva per a uns quants físics en aquest camp. Henry Stapp i David Bohm es troben entre els treballs dels quals ha estat influenciat per Whitehead.
Al segle xxi, el pensament de Whitehead encara és una influència estimulant: Physics and Whitehead de Timothy E. Eastman i Hank Keeton (2004) i Quantum Mechanics and the Philosophy of Alfred North Whitehead (2004) de Michael Epperson i Foundations of Realisme relacional: un enfocament topològic de la mecànica quàntica i la filosofia de la naturalesa (2013), pretén oferir enfocaments de Whitehead a la física. Beyond Mechanism (2013) de Brian G. Henning, Adam Scarfe i Dorion Sagan i Science Set Free (2012) de Rupert Sheldrake són exemples d'enfocaments de Whitehead a la biologia.

### Ecologia, economia i sostenibilitat
Una de les aplicacions més prometedores del pensament de Whitehead en els últims anys ha estat a l'àrea de la civilització ecològica, la sostenibilitat i l'ètica ambiental.
| « | Com que la metafísica holística del valor de Whitehead es presta tan fàcilment a un punt de vista ecològic, molts veuen el seu treball com una alternativa prometedora a la visió del món mecanicista tradicional, proporcionant una imatge metafísica detallada d'un món constituït per una xarxa de relacions interdependents. | » |

Aquest treball ha estat pioner per John B. Cobb amb el llibre Is It Too Late? A Theology of Ecology (1971) que va ser el primer llibre d'un sol autor sobre ètica ambiental. Cobb també va ser coautor d'un llibre amb el principal economista ecològic i teòric de l'estat estacionari Herman Daly titulat For the Common Good: Redirecting the Economy to Community, the Environment, and a Sustainable Future (1989), que va aplicar el pensament de Whitehead a l'economia i va rebre el premi Grawemeyer a les idees que milloren l'ordre mundial. Cobb va seguir amb un segon llibre, Sustaining the Common Good: A Christian Perspective on the Global Economy (1994), que tenia com a objectiu desafiar la fe zelosa dels economistes en el gran déu del creixement.

### Educació
Whitehead és àmpliament conegut per la seva influència en la teoria de l'educació. La seva filosofia va inspirar la formació de l'Association for Process Philosophy of Education (APPE), que va publicar onze volums d'una revista titulada Process Papers on process philosophy and education de 1996 a 2008. Les teories de Whitehead sobre l'educació també van conduir a la formació de nous modes d'aprenentatge i nous models d'ensenyament.
Un d'aquests models és el model ANISA desenvolupat per Daniel C. Jordan, que pretenia abordar la manca de comprensió de la naturalesa de les persones en els sistemes educatius actuals. Com diuen Jordan i Raymond P. Shepard: «Com que no ha definit la naturalesa de l'home, l'educació es troba en la posició insostenible d'haver de dedicar les seves energies al desenvolupament dels plans d'estudis sense cap idea coherent sobre la naturalesa de la criatura per a la qual estan destinats».
Un altre model és el model FEELS desenvolupat per Xie Bangxiu i desplegat amb èxit a la Xina. FEELS significa cinc coses en el currículum i l'educació: objectius flexibles, aprenent compromès, coneixement encarnat, aprenentatge mitjançant interaccions i professor de suport. S'utilitza per entendre i avaluar el currículum educatiu sota el supòsit que el propòsit de l'educació és ajudar a una persona a ser íntegra. Aquest treball és en part producte de la cooperació entre organitzacions governamentals xineses i l'Institut per al Desenvolupament Postmodern de la Xina.
La filosofia de l'educació de Whitehead també ha trobat suport institucional al Canadà, on la Universitat de Saskatchewan va crear una Unitat de Recerca en Filosofia de Processos i va patrocinar diverses conferències sobre filosofia i educació de processos. Howard Woodhouse de la Universitat de Saskatchewan segueix sent un ferm defensor de l'educació de Whitehead.
Tres llibres recents que desenvolupen encara més la filosofia de l'educació de Whitehead són: Modes of Learning: Whitehead's Metaphysics and the Stages of Education (2012) de George Allan; The Adventure of Education: Process Philosophers on Learning, Teaching, and Research (2009) d'Adam Scarfe; i Educating for an Ecological Civilization: Interdisciplinary, Experiential, and Relational Learning (2017) editat per Marcus Ford i Stephen Rowe. Beyond the Modern University: Toward a Constructive Postmodern University, (2002) és un altre text que explora la importància de la metafísica de Whitehead per pensar en l'educació superior.

### Administració d'empreses
Whitehead ha tingut certa influència en la filosofia de l'administració d'empreses i la teoria organitzativa. Això ha portat en part a centrar-se en identificar i investigar l'efecte dels esdeveniments temporals (a diferència de les coses estàtiques) dins de les organitzacions a través d'un discurs d'estudis d'organització que s'adapta a una varietat de perspectives de procés febles i fortes des d'una sèrie. Una de les figures principals que té una posició explícitament whiteheadiana i panexperiencialista cap a la gestió és Mark Dibben, que treballa en el que ell anomena pensament de processos aplicats per articular una filosofia de gestió i administració d'empreses com a part d'un examen més ampli de la situació de les Ciències socials a través de la lent de la metafísica de processos. Per a Dibben, això permet una exploració integral de la vida com una experiència perpètuament activa, a diferència d'un esdeveniment ocasional i totalment passiu. Dibben ha publicat dos llibres sobre pensament de processos aplicats, Applied Process Thought I: Initial Explorations in Theory and Research (2008) i Applied Process Thought II: Following a Trail Ablaze (2009), així com altres articles en aquesta línia. en els àmbits de la filosofia de la gestió i l'ètica empresarial.
Margaret Stout i Carrie M. Staton també han escrit recentment sobre la influència mútua de Whitehead i Mary Parker Follett, una pionera en els camps de la teoria organitzacional i el comportament organitzacional. Stout i Staton veuen que tant Whitehead com Follett comparteixen una ontologia que «entén el devenir com un procés relacional; la diferència com a relacionat, però únic; i el propòsit de convertir-se com a diferència harmonitzadora». Aquesta connexió és analitzada més per Stout i Jeannine M. Love in Integrative Process: Follettian Thinking from Ontology to Administration

### Punts de vista polítics
Les opinions polítiques de Whitehead de vegades semblen ser llibertaries sense l'etiqueta. Va escriure:
| « | Ara les relacions entre individus i entre grups socials prenen una de dues formes, la força o la persuasió. El Comerç és el gran exemple de coit a través de la persuasió. La Guerra, l'esclavitud i la compulsió governamental són un exemple del regnat de la força. | » |

D'altra banda, molts estudiosos de Whitehead van llegir la seva obra com una base filosòfica per al liberalisme social del moviment socioliberal que va ser destacat al llarg de la vida adulta de Whitehead. Morris va escriure que «... hi ha bones raons per afirmar que Whitehead compartia els ideals socials i polítics dels nous liberals». Tanmateix, el comentari de Whitehead aborda mitjans i mètodes, no ideals ni pretextos o excuses.